# Черкасский, Касбулат Муцалович
Каспулат Муцалович Черкасский (Каспулат-мурза) (ум. 1681) — князь Черкасский (1661—1681), старший сын и преемник князя Муцала Сунчалеевича Черкасского (ум. 1661). Крупный военный и государственный деятель второй половины XVII века.

## Биография
Каспулат впервые упоминается в апреле 1648 года, когда он вместе со своим отцом Муцалом Черкасским прибыл в Москву, где был принят на аудиенции царем Алексеем Михайловичем. Муцал и Каспулат Черкасские получили богатые царские подарки. Муцал Черкасский получил «кубок серебрян золочен, шуба атлас золотной на соболях, шапка лисья, сорок соболей, денег 50 рублев». Каспулат-мурза — «кубок серебрян золочен, шуба атлас золотной на соболях, шапка лисья, 40 соболей, денег 30 рублев».
В 1651 году Каспулат вместе с младшим братом Кантемиром в составе отряда из кабардинцев, казаков, ингушей, чеченцев и ногайцев под командованием своего отца Муцала Черкасского участвовал в обороне Сунженского острога, осаждённого дагестанцами.
В 1661 году после смерти князя Муцала Сунчалеевича Черкасского его старший сын Каспулат получил от царя Алексея Михайловича «жалованную грамоту на княжение над нерусским населением Терского города». В жалованной грамоте было написано: «Каспулат-мурзе князю Муцалу сыну Черкасскому за службу деда его Сунчалея, дяди Шолоха и отца князя Муцала, велел быть ему князем над окочанами и черкасами в Терском городе и судить их, в ратном строении и во всех делах и ходить на царскую службу во все походы».
В 1662 году князь Каспулат Муцалович Черкасский со своим полком прибыл из Терского города на помощь донским казакам, воевавшим с крымскими татарами и ногайцами. Под командованием Каспулата находились кабардинские уздени, терские и гребенские казаки.
По описанию одного из современников, Каспулат Черкасский был ещё молодой красивый человек, с кавказским типом лица, с умными сверкающими глазами, с усами и бородой, подстриженными на татарский манер. Он был богат, имел большие улусы и пользовался значительным весом в Астрахани.
Каспулат Муцалович Черкасский пользовался авторитетом среди князей и мурз Северного Кавказа, а также терских и астраханских воевод. Его хорошо знали не только на Кавказе, Астрахани и Дону, но и в Москве. Вот выдержка из одной царской грамоты Алексея Михайловича Каспулату Черкасскому по поводу очередного удачного похода: «А служба твоя и радение у нас, великого государя…никогда забвенны не будут».
В 1668—1669 годах по инициативе князя Каспулата Черкасского русское правительство перенесло Терский город на новое место под названием Копань.
Каспулат Муцалович Черкасский был хорошо знаком с донскими казаками, с которыми он участвовал во многих походах и боях. Известна старинная донская песня о «Касбулате удалом».
В 1667—1671 годах на юге Русского государство происходило мощное народное восстание под предводительством донского казацкого атамана Степана Тимофеевича Разина. Степан Разин был хорошо знаком с самим Каспулатом Черкасским и его дядей, воеводой астраханским, боярином князем Григорием Сунчалеевичем Черкасским. Ещё в 1659 году Каспулат Черкасский и Степан Разин с дипломатической миссией посещали калмыцких тайшей, ведя с ними переговоры о совместном походе против крымских татар и ногайцев.
Князь Каспулат Муцалович Черкасский участвовал в подавлении казацко-крестьянских выступлений на юге Русского царства. В 1671 году царская армия под командованием боярина Ивана Богдановича Милославского осадила Астрахань, куда отступили остатки повстанческих отрядов, разбитые в бою под Симбирском. Во главе мятежников находился атаман Федор Шелудяк, соратник Степана Разина. Князь Каспулат Черкасский с кабардинцами, терскими и гребенскими казаками выступил из Терского города на помощь главному воеводе, боярину Ивану Богдановичу Милославскому, осадившему Астрахань. В ноябре 1671 года по распоряжению князя Каспулата Черкасского терские и гребенские казаки вызвали Федора Шелудяка из осаждённого города на переговоры. Федор Шелудяк был предательски схвачен во время переговоров. На следующий день после пленения атамана Федора Шелудяка Астрахань капитулировала и сдалась царской армии.
В 1672 году калмыцкий тайша Аюка, родственник и союзник Каспулата Черкасского, прошёл через Кабарду и разгромил Малую Ногайскую Орду (Казиев улус) в верховьях Кубани, захватив большое количество пленных и скота. В ответ ногайские мурзы совершили нападение на кабардинские владения и убили Кантемира, младшего брат князя Каспулата Черкасского. Тогда Каспулат Черкасский призвал на помощь калмыцкого тайшу Аюку и вместе с терскими казаками опустошил владения своих противников. В конце 1674 года Каспулат Черкасский со своими подданными вынужден был переселиться из Кабарды на правый берег Терека, в окрестности Терского города.
Летом 1674 года по царскому приказу князь Каспулат Муцалович Черкасский совершил поход на крымские улусы и под турецкую крепость Азов. Вначале Каспулат отправился в калмыцкие кочевья, где встретился и договорился с Аюкой, который передал ему 7-тысячный калмыцкий отряд. В августе Каспулат Черкасский прибыл в Черкасск, где договорился о совместных действиях с атаманом донских казаков Корнилой Яковлевым. Объединённый отряд (150 кабардинцев, 5000 калмыков, 3000 русских ратных людей и донских казаков) под предводительством князя Каспулата Черкасского двинулся в поход на крымские владения. 1 сентября 1674 года в бою под Азовом союзники разгромили полуторатысячный турецкий отряд, захватив много лошадей и скота.
Осенью 1674 году князь Каспулат Муцалович Черкасский прервал крымский поход и отправился в Кабарду, где началось восстание. Верховный князь Большой Кабарды Мисост-мурза Казыев перешёл на сторону крымского хана и принял решение переселиться со всеми своими подданными из Пятигорья за р. Кубань. Мисост-мурза разорил владения Каспулата Черкасского и вместе со своими людьми отправился на новые места проживания. Каспулат Черкасский с кабардинской дружиной и калмыцким войском отправился в погоню за отступающими мятежниками, настиг их и вернул на старые места проживания. Верховный князь Мисост-мурза Казыев вынужден был вернуться в Пятигорье, отказаться от связей с крымским ханом и принести «шерть» (присягу) на верность русскому царю.
В июне 1675 года по царскому приказу князь Каспулат Муцалович Черкасский прибыл из Кабарды в Москву, где был принят в Посольском приказе. Русское правительство обсудило с князем Каспулатом план новой военной кампании против Крымского ханства.
В августе 1675 года Каспулат Черкасский с небольшим отрядом (до 800 чел.) прибыл в Запорожскую Сечь, где вступил в переговоры со знаменитым запорожским атаманом Иваном Серко. Каспулат и Серко договорились о проведении совместной военной операции против крымских татар. 23 сентября объединённые отряды кабардинцев, калмыков (под начальством Мазан-батыра) и запорожских казаков перешли Сиваш (Гнилое море) и разорили внутренние крымские улусы, захватив большое количество пленников. В конце сентября союзники вернулись из Крыма в Запорожье, разгромив под Перекопом татарское войско.
За этот поход на Крым князь Каспулат Муцалович Черкасский получил в награду от царя Алексея Михайловича «шапку бархат с петли да фаразею бархатную золотую на соболях с аламы, нанизанные жемчугом».
В правление нового царя Федора Алексеевича кабардинский князь Каспулат Черкасский участвовал в русско-турецкой войне (1676—1681). Вначале по поручению русского правительства Каспулат вёл переговоры с калмыцким ханом Аюкой о совместном выступлении против Крымского ханства. Затем Каспулат Черкасский, действовавший по инструкциям Казанского приказа, отправил трёх своих узденей с посольством к крымскому хану Мурад Гераю в Бахчисарай.
В августе 1679 года по царскому указу князь Каспулат Муцалович Черкасский со своим полком был отправлен на сторожевую службу под Чугуев и Харьков. Там Каспулат Черкасский разгромил татарское войско в бою в степях на реке Береклейке.
В ноябре 1679 года князь Каспулат Черкасский с кабардинцами и союзными калмыками был отправлен на Украину, где охранял переправы через реку Днепр.
В 1680 году в окрестностях Терского города князь Каспулат Черкасский встретился с Батыршей, послом крымского хана Мурад Герая, направленным в ответ на его посольство в Крым. Батырша сообщил, что турецкий султан приказал крымскому хану отправить посла в Терки для переговоров с князем Каспулатом Черкасским, доверенным лицом русского правительства, и через него передать в Москву о желании заключить мирный договор. В следующем 1681 году после длительных и непростых переговоров было заключено 20-летнее перемирие с Османской империей и Крымским ханством.
В 1681 году скончался кабардинский служилый князь Каспулат Муцалович Черкасский, сделавший много для расширения и укрепления отношений Русского царства с горскими народами Северного Кавказа. У Каспулата Черкасского был единственный сын Адиль-Гирей, который после смерти отца в 1681 году унаследовал княжение над всем нерусским населением Терского города. Князь Адиль-Гирей Каспулатович Черкасский скончался, не оставив после себя потомства.